# 费尔南多·罗密欧·卢卡斯·加西亚
費南多·羅密歐·盧卡斯·加西亞（Fernando Romeo Lucas García，1924年7月4日—2006年5月27日）危地马拉军人，曾任总统。
卢卡斯·加西亚主政危地马拉的时期被认为是该国最血腥的一页。1980年危地马拉警察袭击西班牙驻危大使馆，造成37人丧生，其中包括1992年诺贝尔和平奖获得者门楚的父亲。
1982年3月他的政权被蒙特将军所推翻。随后他就到委内瑞拉开始了流亡生涯，直至去世。
| 前任： 基耶尔·欧亨尼奥·劳赫鲁德·加西亚 | 危地马拉总统 | 继任： 埃弗拉因·里奥斯·蒙特 |